# Danis Tanović

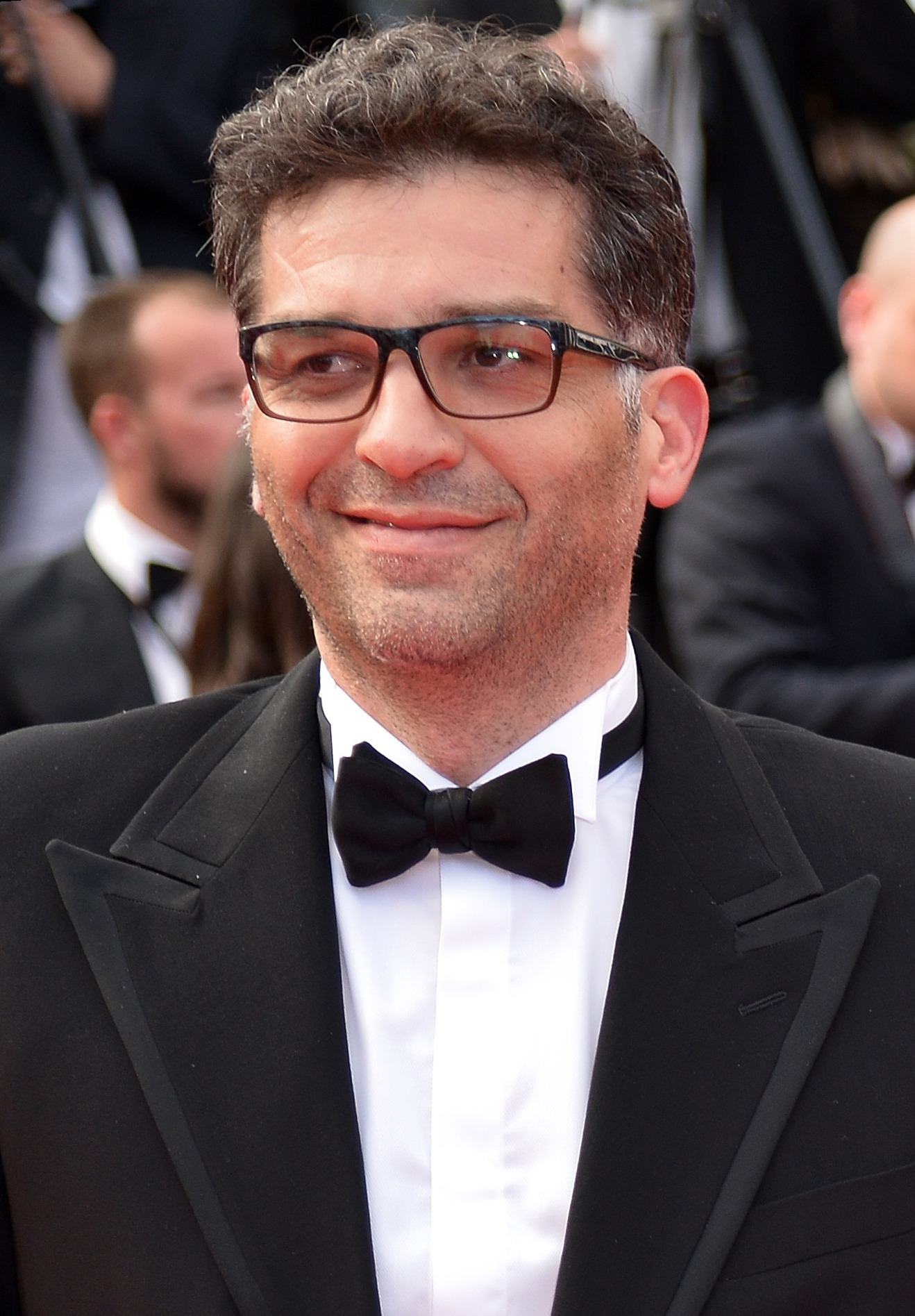
Danis Tanović (2014)

Danis Tanović (* 20. Februar 1969 in Zenica, Jugoslawien, heute Bosnien und Herzegowina) ist ein bosnischer Filmregisseur, Filmproduzent und Politiker. Sein Kriegsdrama No Man’s Land wurde 2002 mit dem Oscar für den besten fremdsprachigen Film ausgezeichnet. Gemeinsam mit Emir Kusturica gehört er zu den bekanntesten zeitgenössischen Regisseuren des ehemaligen Jugoslawien.

## Biografie
Nach dem Schulabschluss entschied er sich für ein Bauingenieurstudium, das er erfolgreich abschloss. Danach „studierte er Klavier an der Theater und Kunstakademie und besuchte auch die Filmakademie von Sarajevo“. Diese Ausbildung wurde durch den Bosnienkrieg unterbrochen. Während der Kriegsjahre war er für das Filmarchiv der bosnischen Armee zuständig und dort als Kameramann für Dokumentarfilme tätig. Im Jahr 1994 ging er nach Belgien, wo er sein Studium an der Filmschule INSAS - Institut Supérieur des Arts in Brüssel fortführte. Er nahm 1998 zusätzlich die belgische Staatsbürgerschaft an, heute lebt und arbeitet er in Sarajevo.
2001 bekam er eine Goldene Palme in Cannes für das Drehbuch seines Erstlings No Man’s Land; ein Jahr später wurde der Film mit einem Oscar und einem Golden Globe, jeweils als bester fremdsprachiger Film, ausgezeichnet. Tanović zeichnete neben Drehbuch und Realisierung auch für die Filmmusik verantwortlich.
2002 steuerte er eine Episode zu dem Film 11′09″01 – September 11 bei, in dem Filmemacher aus aller Welt ihre Sicht auf die Terroranschläge am 11. September 2001 in den USA darstellten.
2003 gehörte Tanović der Jury für die Goldene Palme von Cannes an.
Im April 2008 zählte er zu den Gründern der Partei Naša stranka. Tanović ist einer ihrer drei Vizepräsidenten. Seit 2010 ist er Abgeordneter im Parlament des Kantons Sarajevo.
Sein Film Aus dem Leben eines Schrottsammlers hatte Premiere im Rahmen der 63. Berlinale und gewann dort den Großen Preis der Jury und den Silbernen Bären für den besten Darsteller.
2016 erhielt Tanović für seinen Spielfilm Smrt u Sarajevu (Death in Sarajevo) mit Jacques Weber den Großen Preis der Jury im Wettbewerb der 66. Internationalen Filmfestspiele Berlin. Als Produzent war er 2017 an Die Flügel der Menschen und 2020 an Vater – Otac beteiligt.

## Filmografie (Auswahl)
- 1995: Miracle in Bosnia
- 1996: L’Aube
- 1999: Buđenje
- 2001: No Man’s Land
- 2002: 11′09″01 – September 11
- 2005: Wie in der Hölle (L'Enfer)[6]
- 2009: Triage
- 2010: Cirkus Columbia[1]
- 2013: Aus dem Leben eines Schrottsammlers (Epizoda u životu berača željeza)
- 2014: Tigers
- 2016: Smrt u Sarajevu / Death in Sarajevo[7]
- 2020: The Postcard Killings

## Auszeichnungen

### César
- 2002 César für den besten Erstlingsfilm (No Man’s Land)
- 2002 César - Nominierung für das beste Drehbuch (No Man's Land)
- 2003 César - Nominierung für den besten europäischen Film (11′09″01 – September 11)

### Europäischer Filmpreis
- 2001 Europäischer Filmpreis für das beste Drehbuch (No Man’s Land)

### Internationale Filmfestspiele von Cannes
- 2001 Preis für das beste Drehbuch (No Man’s Land)

### Internationale Filmfestspiele Berlin
- 2013 Großer Preis der Jury (Epizoda u životu berača željeza)
- 2016 Großer Preis der Jury (Smrt u Sarajevu)